# Henschia pallidus
Henschia pallidus är en insektsart som beskrevs av Vilbaste 1980. Henschia pallidus ingår i släktet Henschia och familjen dvärgstritar. Inga underarter finns listade i Catalogue of Life.